# Phanogomphus spicatus
Phanogomphus spicatus is een echte libel uit de familie van de rombouten (Gomphidae).
De wetenschappelijke naam van de soort werd in 1854 als Gomphus spicatus gepubliceerd door Hermann August Hagen.